# Estação Mário Carvalho
A Estação Mário Carvalho, também conhecida como Estação de Timóteo, é uma estação ferroviária que funciona como terminal de carga e passageiros no município brasileiro de Timóteo, no interior do estado de Minas Gerais. Entrou em operação em 1980, é atendida pela Estrada de Ferro Vitória a Minas (EFVM) e administrada pela Vale. Está localizada na margem direita do rio Piracicaba, que divide Coronel Fabriciano com Timóteo, sendo também paralela ao anel rodoviário da BR-381.

## História

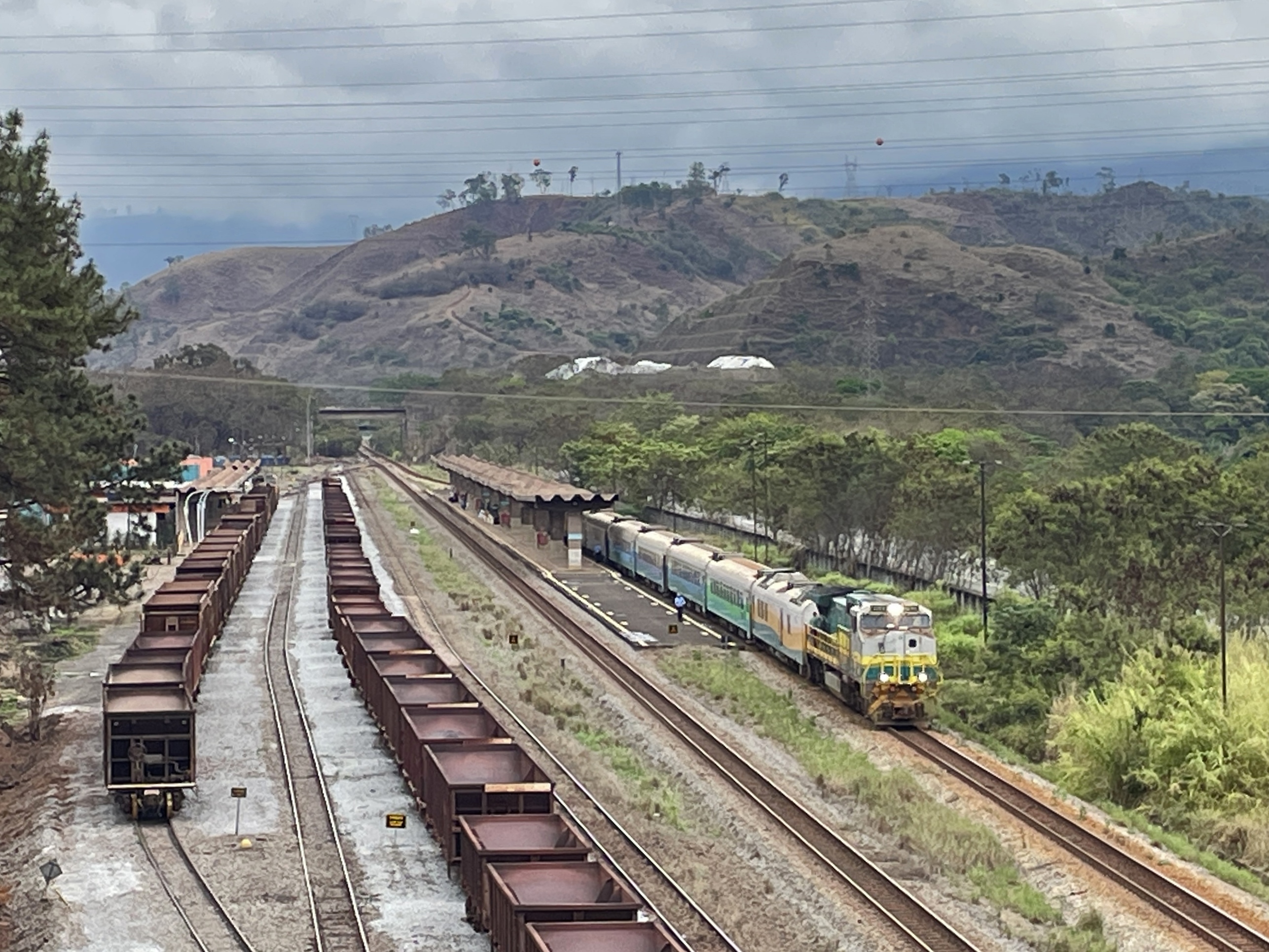
Trem de passageiros da EFVM na plataforma da Estação Mário Carvalho visto da "ponte velha"

O atual município de Timóteo era beneficiado pelas paradas de trem da Estrada de Ferro Vitória a Minas (EFVM) desde 1924, quando foi inaugurada a Estação Baratinha. Em seguida, perto da antiga localidade de Baratinha, existiu a Estação Acesita, que foi inaugurada em 3 de junho de 1947, enquanto que o prédio da estação atual veio a ser construído no final da década de 1970.
A construção da estação em sua localização atual ocorreu na ocasião em que foi desativada a Estação do Calado, no Centro de Coronel Fabriciano. Posteriormente, a ferrovia Vitória a Minas foi transferida para a outra margem do rio Piracicaba e deixou de passar pelo Centro de Fabriciano para passar por Timóteo. Com isso, a Estação Mário Carvalho entrou em operação em 1980.
O nome da estação ferroviária é uma referência a Mário Carvalho de Azevedo Barros, topógrafo da Vale. Dentre outros feitos, ele idealizou a remodelação do trecho da ferrovia entre Timóteo e Nova Era, com a construção de túneis, aterros e pontes, além do ramal da ferrovia entre Nova Era e Itabira, durante as décadas de 1940 e 50. Mário Carvalho morreu aos 77 anos em 1974 e a estação de Timóteo foi nomeada em sua homenagem em 1980.

## Contexto

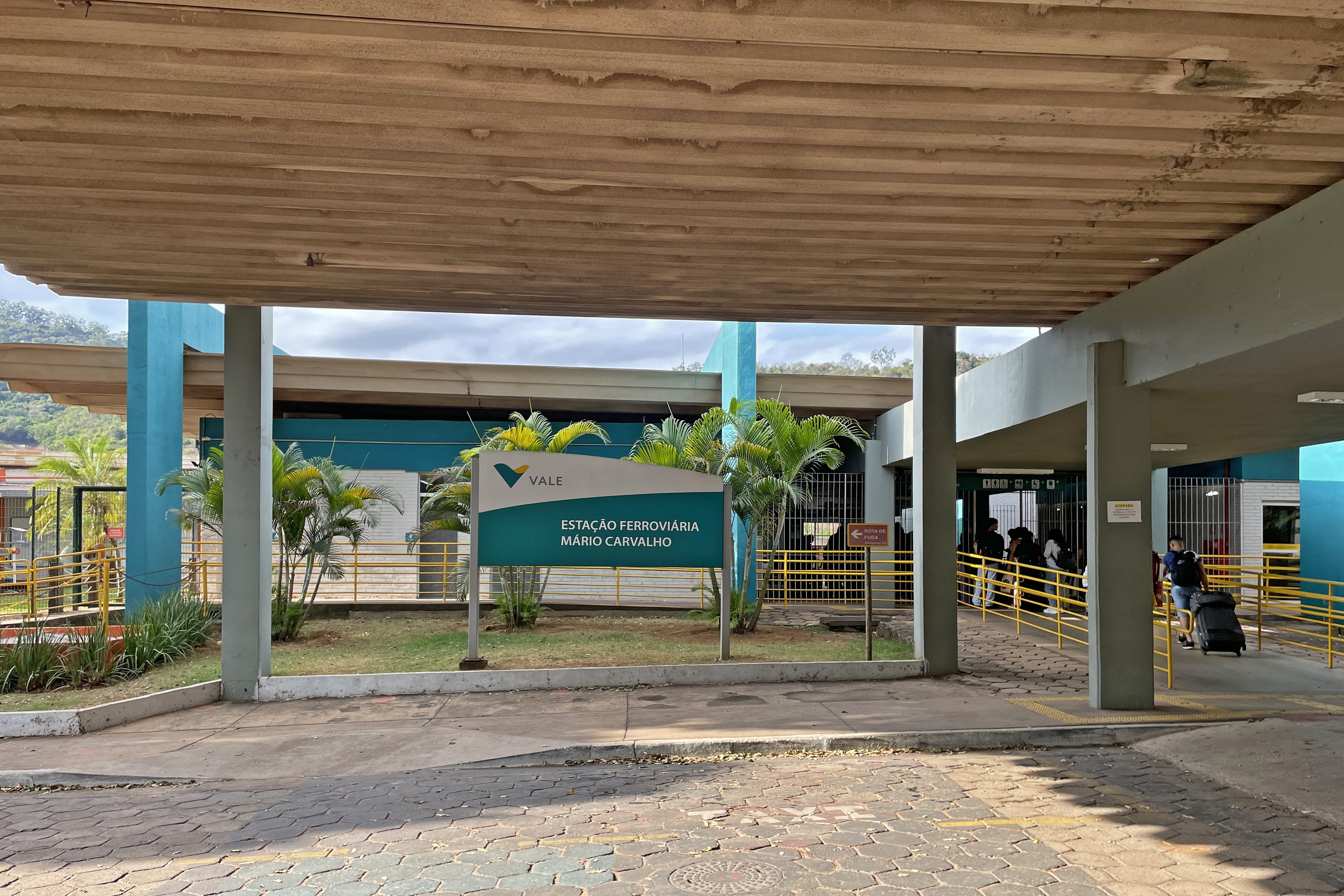
Vista da Estação Mário Carvalho

Dentre as quatro principais cidades que compõem a Região Metropolitana do Vale do Aço (Coronel Fabriciano, Ipatinga, Santana do Paraíso e Timóteo), apenas Ipatinga e Timóteo contam com estações ferroviárias. A estação ipatinguense é a Estação Intendente Câmara, que foi construída na década de 1950. Coronel Fabriciano, por sua vez, contava com a Estação do Calado, porém a Estação Mário Carvalho está mais próxima ao Centro de Fabriciano do que de qualquer outro bairro residencial de Timóteo, apesar de se situar em território timotense.
A Estrada de Ferro Vitória a Minas possibilita o transporte de passageiros por meio das paradas diárias das composições da EFVM que circulam entre as regiões metropolitanas de Vitória e Belo Horizonte. Dentre as alternativas de transporte coletivo regulares, a ferrovia é a via de viagem mais barata possível para várias cidades que contam com estações. Além disso, constitui uma alternativa para o escoamento da produção da Aperam South America (antiga Acesita) e recebimento de matéria-prima destinada à empresa. A Estação Mário Carvalho também possui uma sede integrada da ferrovia Vitória a Minas.